# Hypolycaena zela
Hypolycaena zela är en fjärilsart som beskrevs av William Chapman Hewitson 1869. Hypolycaena zela ingår i släktet Hypolycaena och familjen juvelvingar. Inga underarter finns listade i Catalogue of Life.

## Bildgalleri

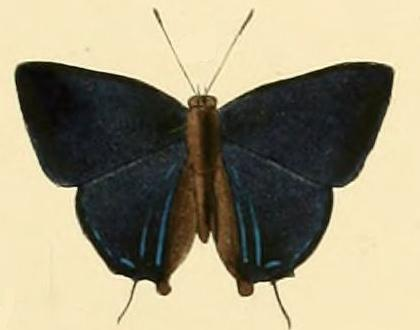